# Пермская государственная художественная галерея
Пе́рмская госуда́рственная худо́жественная галере́я — региональный художественный музей России. Коллекции составляют около 50 000 произведений изобразительного искусства с древнейших времен до современности, представляющих различные виды искусства.

## История
В 1890 году в Перми был создан Научно-промышленный музей, при котором в 1902 году открылся художественный отдел. К 1907 году в собрании отдела числились работы профессора Академии художеств, исторического живописца Василия Верещагина и его брата Петра Верещагина, подаренные родной Перми. В отдел поступали работы выдающихся русских художников (Николай Гущин, братья Александр и Павел Сведомские и др.), что и послужило основой формирования коллекций будущего Художественного музея, открывшегося 7 ноября 1922 года.
Важнейшая часть коллекции музея формировалась благодаря его основателям, исследователям истории культуры Пермского края Александру Сыропятову и Николаю Серебренникову. В 1920-е годы были организованы исследовательские экспедиции по территории края, в результате которых были собраны коллекции Пермской деревянной скульптуры, золотого лицевого и орнаментального шитья, предметов культа и Строгановской иконы. К 1925 году коллекция музея уже насчитывала более 4000 предметов. Первый директор музея Александр Сыропятов писал: «Открытием в Перми Художественного музея положено начало большому и серьёзному делу, значение которого при нормальном его развитии подлежит оценивать в широком, общереспубликанском, но отнюдь не только в пермском масштабе…».
В 1920-е годы коллекция музея пополнялась за счёт Государственного музейного фонда, созданного в результате национализации частных собраний. В Москве были открыты музеи новой живописной культуры, нового западного искусства и другие. Впоследствии многие из них были расформированы и произведения переданы в провинциальные музеи, в том числе и пермский. В 1929 году впервые в стране в музее открылась экспозиция современного искусства Урала, ставшая началом собиранию искусства XX века. В 1932 году Музей открывается в здании бывшего Спасо-Преображенского кафедрального собора, в котором удалось сохранить уникальный резной иконостас, привезенный из монастыря, находящегося в селе Пыскор. В 1936 году Музей получает новое название — Пермская государственная художественная галерея. В период Великой Отечественной войны в здании галереи разместились на хранение коллекции Государственного Русского музея, также там находилась мастерская по изготовлению агитационных плакатов, руководителем которой был директор Николай Серебренников. Многие из этих плакатов вошли в коллекцию.
В 1960—1990-е годы научные сотрудники галереи участвовали в экспедициях, в результате которых были собраны предметы народного искусства Пермского края: народная икона, костюм, керамика, ткачество, роспись по дереву. В конце XX века галерея начала тесно сотрудничать с зарубежными художниками, коллекционерами и искусствоведами. Известный немецкий коллекционер искусства XX века Юрген Вайхардт принёс в дар более 150 графических листов из своего собрания, член Королевской академии искусств Великобритании, художник Кирилл Соколов подарил галерее часть своих работ, а также коллекцию старой английской гравюры.

## Здание музея
Долгое время галерея располагалась в здании Спасо-Преображенского собора (1793—1832), архитектор Иван Свиязев, являющегося памятником архитектуры XIX века, окончательно переданном православной церкви в 2023 году в процессе «реституции имущества».
В 1946 году здание галереи горело из-за попавшей искры от торжественного салюта в День Победы. Пострадал только шпиль. Шпиль высотой в 73 метра (с крестом) восстановили в конце 1940-х годов.
В декабре 2011 года Росимуществом по Пермскому краю было подписано распоряжение о передаче Спасо-Преображенского собора в собственность Пермской епархии РПЦ. По взаимной договорённости художественная галерея обещала до 2016 года освободить здание собора, временно переместив музейные экспонаты в соседнее здание бывшего ракетного училища.
В апреле 2019 года стало известно, что прошёл историко-культурную экспертизу проект строительства нового здания галереи на площадке завода Шпагина в микрорайоне Разгуляй, которая в феврале 2019 года перешла в собственность Пермского края. В то же время, к концу 2019 года была завершена основная часть реконструкции цоколя, фасада и кровли здания собора, остальные реставрационные работы будут выполняться после переезда музея. В марте 2021 года в результате конкурсного отбора была определена компания на разработку рабочей документации и строительство нового здания галереи со сроком сдачи в эксплуатацию в 2023 году.
3 октября 2023 года были закрыты основные экспозиции музея. Галерея покинула здание собора и вывезла из него коллекцию в начале декабря. До переезда экспонаты галереи будут располагаться во временных хранилищах, а самые известные из них — экспонироваться в Музее изобразительных искусств соседнего Екатеринбурга. Открытие нового здания по проекту архитектора Сергея Чобана планируется в сентябре 2024 года.

## Характеристики галереи
Экспозиционно-выставочная площадь — 1680 м². Площадь временных выставок — 60 м². Площадь фондохранилищ — 1200 м². Количество сотрудников — 109, из них 38 научных. Среднее количество посетителей в год — 113 800. В структуре галереи имеются архив, научная библиотека, реставрационные мастерские.

## Коллекция

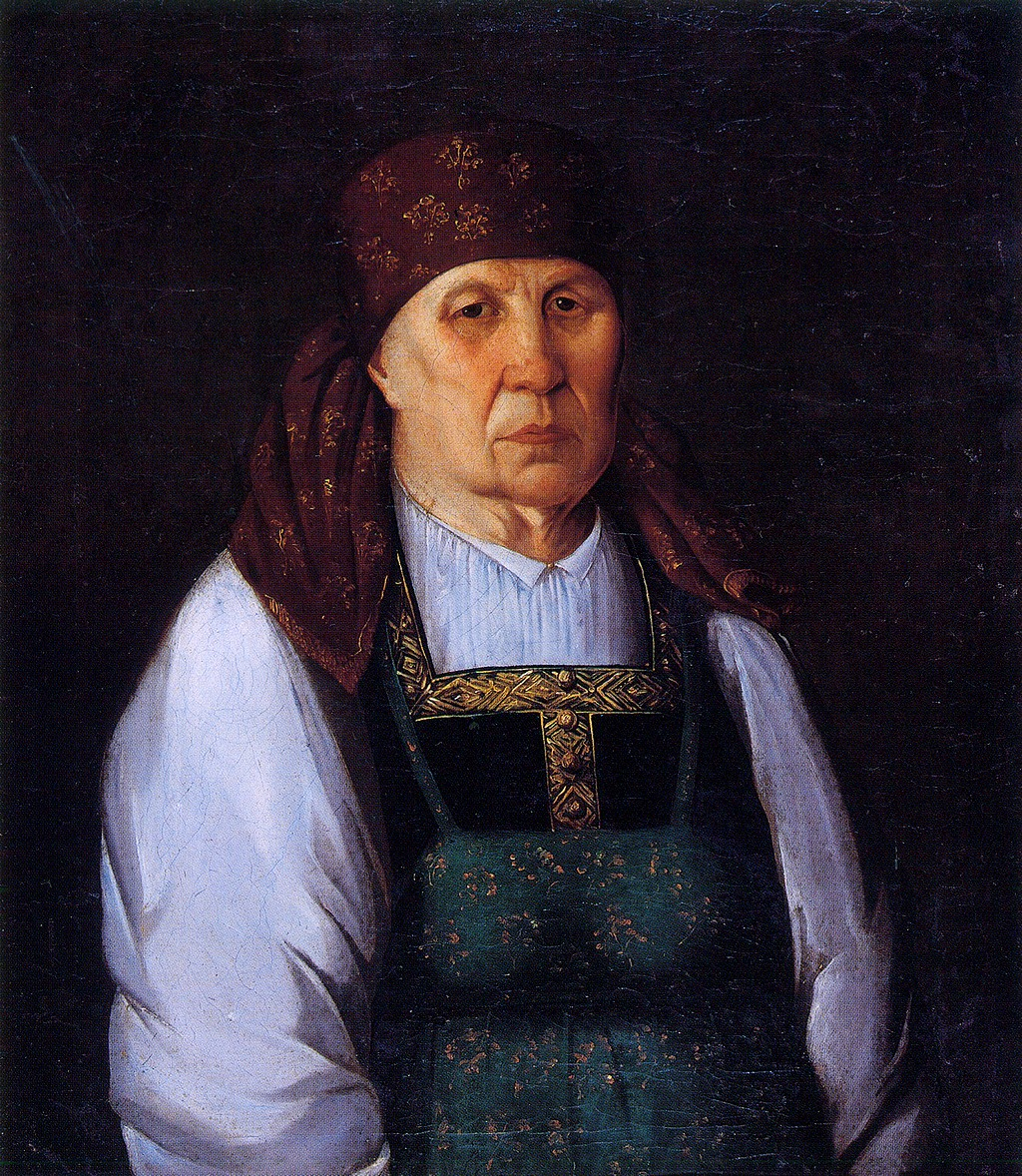
Портрет П. П. Шариной, крепостной села Ильинского, работы Семёна Юшкова

Коллекции Пермской государственной художественной галереи насчитывают свыше 50 000 единиц хранения. В них входят произведения отечественного, западноевропейского искусства различных художественных школ, стилей и направлений XV—XX веков. Это живопись, графика, скульптура, декоративно-прикладное и народное искусство России и Европы. В галерее собраны коллекции античной керамики, искусства Древнего Египта, Тибетской бронзы, прикладного искусства Японии, Индии, Китая. Аутентичным является собрание работ в т. н. Пермском зверином стиле.
Гордостью галереи является уникальная коллекция Пермской деревянной скульптуры, насчитывающей около 400 памятников XVII — начала XX века. Эти скульптуры собраны в различных, в основном северных, районах Пермского края.
Также особую ценность представляет собрание икон Строгановской школы.
Известные экспонаты
- Аллегории Денисова-Уральского
- Никола Можайский (скульптура из деревни Зеленята)

## Руководители галереи
- 1922—1925 — Александр Сыропятов[5]
- 1925—1949 — Николай Серебренников[5]
- 1949—1976 — Апполинария Наумова[5]
- 1976—2011 — Надежда Беляева[6]
- 2011—н. в. — Юлия Тавризян[7]

## Награды
- Почётная грамота Президиума Верховного совета РСФСР (1973 год)[8].
- Почётная грамота Президиума Верховного совета Российской Федерации (10 ноября 1992 года) — за большие успехи в пропаганде изобразительного искусства, активную работу по эстетическому воспитанию граждан и в связи с 70-летием со дня основания[9].